# مقتل صامويل باتي
في 16 أكتوبر 2020، في مدينة كونفلان سانت أونورين، أقدم لاجئ شيشاني على قتل وقطع عنق معلم التاريخ والجغرافيا والتربية المدنية صامويل باتي، والذي كان قد عرض على تلامذته صورًا كاريكاتورية للنبي محمد في درس على حرية التعبير. الجاني الذي يبلغ من العمر 18 عامًا، قتلته الشرطة الفرنسية أثناء عملية القبض عليه. وأوقف 9 أشخاص على علاقة بالحادث.

## خلفية

### الضحية
ولد صامويل باتي عام 1973. كان مدرسًا لمدة خمس سنوات للتاريخ والجغرافيا والتربية المدنية وقام بالتدريس في المدرسة الإعدادية بوا دولن، الواقعة في كونفلان سانت أونورين بفرنسا، وهي ضاحية تبعد 30 كيلومترًا (19 ميلًا) شمال غرب وسط باريس. عاش على بعد عشر دقائق من المدرسة الإعدادية، في بلدة إيرانييه الصغيرة الواقعة بإقليم فال دواز. كان متزوجًا وأبًا لطفلٍ يبلغ من العمر خمس سنوات.

### الجاني
حسب أوراق الهوية التي عُثر عليها بحوزته، سرعان ما عُرفت هوية الجاني فهو مواطن روسي من أصل شيشاني وُلد في موسكو عام 2002 وحاصل على صفة لاجئ. لم يكن معروفًا لأجهزة المخابرات، ولكنه كان معروفًا لأجهزة الشرطة بسبب أعمال الإضرار بالممتلكات العامة والعنف الجماعي عندما كان لا يزال قاصرًا. قاطن في بلدية إفرو بإقليم أور، ولم يكن طالبًا في المدرسة الإعدادية أو في مؤسسة مجاورة.
حسب التحقيقات الأولية فقد اشتبه في مساعدة ثلاثة أصدقاء له وهم: فتاة تبلغ من العمر 19 عامًا يُشتبه في أنها رافقت القاتل إلى روان في اليوم السابق للقتل لشراء سكين الذي عُثر عليه بالقرب من مسرح الجريمة؛ وشاب آخر يبلغ من العمر 18 عامًا رافقه إلى متجر السكاكين ثم نقله إلى متجرين في أوني، حيث اشترى مدفعين من طراز آرسوفت (AirSoft)؛ وصديق ثالث يشتبه في أنه ساعده هو الآخر. وبحسب عناصر التحقيق التي أوردتها صحيفة لو باريزيان، فإن الجاني عبد الله أنزوروف «'لم يكن صامتًا ولا مفاجئًا»، حيث كان داعيةً في عائلته، وقام بإرسال رسائل دعم الجهاد والاتصالات مع سوريا. عزم أنزوروف الهجرة إلى بلد مسلم. على الرغم من تحوله الظاهري إلى الإسلام الراديكالي خلال الأشهر الستة إلى الإثني عشر الماضية، إلا أنه ظل مجهولاً لأجهزة المخابرات، حيث لم يكن مراقبًا.

### السياق
يأتي هجوم كونفلان سانت أونورين بعد وقت قصير من خطاب رئيس الجمهورية الفرنسية، إيمانويل ماكرون، بشأن مكافحة «الانفصالية الإسلامية»، الذي ألقاه في 2 أكتوبر 2020 في بلدية ليه مورو الفرنسية. تقع البلدية أيضًا في الإيفلين، الإقليم الذي ارتكب فيه هذا الاغتيال. عرض الرئيس هناك إجراءات لتعزيز العلمانية وأشار إلى أن «الإسلام في أزمة».
والهجوم هو ثاني عملية قطع رأس تُرتكب في فرنسا وأوروبا منذ هجوم سانت كانتان فالافييه في عام 2015، والهجوم السادس المنسوب لمسلمين في فرنسا منذ بداية عام 2020. منذ يناير 2015، تواجه فرنسا موجة غير مسبوقة من الهجمات المرتبطة بالجهادية. الأستاذ الذي توفي في هذا الهجوم هو الضحية رقم 260، منذ يناير 2015، التي قُتلت في هجوم على الأراضي الفرنسية.
هذا الحادث لحق حادثًا آخر قبل شهر، حيث جرح شخص باكستاني اثنين بجروح بليغة أمام المقر السابق لشارلي إبدو التي نشرت رسومًا كاريكاتورية للنبي محمد. كما وقع الحادث أيضًا متزامنًا مع محاكمة المتهمين في الهجوم على مجلة شارلي إبدو عام 2015.

## ظروف الحدث

### ما قبل الحدث

#### الدرس
قدم صامويل باتي في 6 أكتوبر درسًا في التربية الأخلاقية والمدنية لطلاب السنة الرابعة حول حرية التعبير وهو موضوع مبرمج في المنهج الوطني. يتألف جزءٌ من هذا الدرس من وصفٍ للرقابة من وجهة نظر تاريخية، مع أخذ مثال عن فولتير والذي كان محظورًا بشكل كبير في عصره(1)، وجزءٌ آخر أيضًا، من وجهة نظر تاريخية، من وصفٍ لهجمات يناير 2015. ثم يستمر الدرس من خلال تقديم معضلة أخلاقية، ثم يُطلب من الطلبة، بحرية، تكملة جملة تبدأ بعبارة «الحرية هي حق يتمثل في فعل ما يريده المرء ...» وأخيرًا يُطلب منهم إنجاز رسمة عن موضوع الحرية(2). كما عرض الأستاذ رسمين كاريكاتوريين لمحمد من صحيفة شارلي إبدو، والتي كانت سببًا وذريعةً للهجوم على هذه الصحيفة في عام 2015. أحدها أظهر محمدًا عاريًا بنجمة مؤرخة في عام 2012 وتابعه بالفيلم المعادي للإسلام براءة المسلمين الذي أدى إلى الهجوم على السفارة الأمريكية في بنغازي الذي خلف أربعة قتلى بينهم السفير الأمريكي. وبحسب طلاب سابقين، فقد كان يقدم هذا الدرس كل عام بنفس الطريقة، دون أن يتسبب في أي ردود فعل سلبية من الطلاب أو أولياء الأمور.
وفقًا للنسخة التي قدمها طالب، أشار المعلم إلى نيته مناقشة الرسوم الكاريكاتورية واقترح على الطلاب الذين لا يرغبون في رؤية هذه الرسومات مغادرة الفصل مؤقتًا، والذي زعم أيضًا أنه خلال هذا الدرس طلب المعلم من الطلاب المسلمين رفع أيديهم، ثم اقترح عليهم الخروج أو إدارة رؤوسهم للخلف حفاظًا عليهم «حتى لا ينزعجوا ولا يصابوا بالصدمة» من صور محمد. أدلى صامويل باتي بشهادته أمام الشرطة كما يلي: «اقترحت أن ينظر طلابي بعيدًا لبضع ثوان إذا اعتقدوا أنهم قد يصابوا بالصدمة لسبب أو لآخر. لم أخبر الطلاب في أي وقت ما، "أيها المسلمون، يمكنكم الخروج لأنكم ستصدمون". ولم أسأل الطلاب عن أي منهم من المسلمين». وبحسب شهادته، وركز صامويل باتي في حديثه عن طالبة تقدم والدها بشكوى ضده، والتي لم تكن حاضرة في الفصل: «لقد اختلقت قصة من خلال شائعات عن الطلاب. هذا بيان كاذب بهدف الإضرار بصورة الأستاذ الذي أمثله والكلية والمؤسسة».

#### الامتعاض
في 8 أكتوبر، رافع والد تلميذة، إبراهيم شنينة(3) بطريقة هجومية في نص نشره على الفيسبوك ضد ما قدمه المعلم للطلاب، وذلك نقلاً عن ابنته التي تزعم أنها حضرت فصل المعني رغم أنها لم تكن هناك. اتهم والد الطالبة صامويل باتي بأنه قدم للطلاب «الصورة» لرجل عارٍ وأنه أشار إلى:«إنه النبي». فالنص الذي نشره على الفيسبوك يحث فيه «إخوته وأخواته» على تقديم شكوى إلى جمعية ضد الإسلاموفوبيا في فرنسا (CCIF) وإلى الإدارة(4).
نُشر مقطعي فيديو على الأقل على الإنترنت، يصفان الأستاذ، بـ «الفاسق» و «المريض»، إضافة لأمور أخرى. واحد منهما يأتي أحدهم من رب أسرة يدين فيه استخدام هذه الرسوم الكاريكاتورية ويصف من خلاله المعلم بـ«الفاسق». ويتهم صامويل باتي مرة أخرى بأنه قدم للطلاب «الصورة» لرجل عارٍ. بُث الفيديو في 9 أكتوبر على مواقع التواصل الاجتماعي، والتي من بينها موقع مسجد بانتان في الفيسبوك. ويشير مدير هذا المسجد، محمد حنيش، إلى أن الفيديو الأول لرب الأسرة «انتشر بالفعل في الأوساط الإسلامية» ونُشر على نطاق واسع عبر واتساب. وهكذا فإن هذا الزخم الرقمي «خلق وحشًا تجاوزت قدرته على إحداث الضرر حدود كونفلان».
سجل وبث الناشط الإسلامي عبد الحكيم الصفريوي الفيديو الآخر والذي يتحدث فيه أمام الكاميرا. كان هذا الواعظ قد ذهب إلى المؤسسة مع والد الطالبة للتحدث مع المديرة وطلب منها فصل المعلم «تحت طائلة التظاهر». مارس هذان الرجلان ضغوطًا شديدة لعدة أيام للسعي للحصول على فصل المعلم من وزارة التربية، حيث جاءا مرارًا أمام المدرسة الإعدادية لمحاولة حشد الآباء الآخرين ضد صامويل باتي. كان يشار في التعليقات على الفيديو إلي اسم الأستاذ وعنوان المؤسسة ورقم هاتف الاتصال بجمعية ضد الإسلاموفوبيا في فرنسا (CCIF) مباشرة. ونفت الجمعية فيما بعد «أي مشاركة في حملة التحرش».
بعد ذلك قدم والد الطالبة الجدلي شكوى إلى الشرطة بحجة «نشر صور إباحية». وذلك برفقة ابنته التي كذبت في إخبار الشرطة بأنها حضرت(5) الدرس. بعد تنبيه المفتشية الأكاديمية عن هذا الصراع، بادرت بطمأنة المعلم.

#### ردود الفعل
في 9 أكتوبر، أرسلت مديرة المدرسة بريدًا إلكترونيًا إلى أولياء الأمور لتوضيح ظروف الدرس. كما أشارت إلى أنها وصامويل باتي تحت تصرف الوالدين «الذين يرغبون مراجعة الوضعية». في 12 أكتوبر، نشر والد الطالب مقطعًا جديدًا على موقع يوتيوب. وذكر المدعي العام لمكافحة الإرهاب أن «الخط الرئيسي أبلغ عن مكالمات تهديد».
في 12 أكتوبر، في مقابلة مع الشرطة، قدم صامويل باتي بدوره شكوى «بتهمة التشهير والافتراء»، لكن، قناة بي أف أم أشارت إلى أن الشكوى «ليست بسبب العنف أو التهديد». كانت مديرة المدرسة ترافق المعلم كلما ذهب إلى مركز الشرطة. لم يلبي ولي أمر الطالبة يوم 14 أكتوبر الاستدعاء.
في الأيام التي سبقت الاغتيال، تبادل عبد الله أنزوروف رسائل عبر الواتساب مع إبراهيم شنينة، والد الطالبة والذي صنع فيديو 8 أكتوبر. كما أن كان لديه اتصالات مع مدان سابق بتهمة «ميول المغادرة إلى المنطقة العراقية السورية».

### مجريات الهجوم
في 16 أكتوبر، سافر عبد الله أنزوروف بين إفرو(6) وكونفلان سانت أونورين حيث تقع مدرسة بوا دولن. للقيام بذلك، اصطحبه أحد أصدقائه بالسيارة ووصل أنزوروف إلى مكان الحادث في بداية فترة ما بعد الظهر. كان الرجل يعرف اسم هدفه واسم مدرسته، ولكن «لم يكن لديه وسيلة للتعرف عليه»، لذا اقترب أنزوروف من تلميذ حوالي الساعة 2 ظهرًا وعرض عليه من 300 إلى 350 يورو للتعرف على صامويل باتي. انتظر المراهق معه ما يقرب من ثلاث ساعات، «وكان طلبة المدرسة الإعدادية يأتون أحيانًا للاختلاط بهم». وبحسب أقوال طلبة المدرسة المحتجزين، فإن الجاني أبلغهم بأنه «يريد تصوير الأستاذ، لإجباره على طلب العفو، وإذلاله، وضربه». وحوالي الساعة 5 مساءً، قام تلميذان بتعيين الأستاذ الذي كان يغادر المدرسة الإعدادية. وباستخدام سكين بقياس 30 سم، قتل أنزوروف باتي وقطع رأسه في شارع بالقرب من المدرسة. بالإضافة إلى قطع رأس باتي، أصاب أنزوروف عددًا من الجروح في رأسه وبطنه وأطرافه العلوية. وأفاد شهود عيان للشرطة بسماعهم القاتل يصرخ «الله أكبر» خلال الهجوم.
اكتشف ضباط شرطة بلدية كونفلان سانت أونورين جثة الضحية المقطوعة حوالي الساعة 5 مساءً بشارع دو بويسون موينو في إيرانييه. قام الأخير بدوريات ليست بعيدة عن مدرسة بوا دولان، حيث قام هذا الأستاذ بالتدريس. ولم تتضح بعد ملابسات هذا الاغتيال بالضبط وسط الشارع.
تعقبت فورًا فرقة مكافحة الجريمة لكونفلان سانت أونورين المشتبه به عندما كان يفر. وتوفي بعد دقائق قليلة من المأساة التي وقعت في إيرانييه، وهي بلدة مجاورة فيكونفلان سانت أونورين حيث وقع الهجوم. قُتل الجاني بعدة رصاصات بعد إطلاق النار على الشرطة من مسدس هواء مضغوط من نوع آرسوفت (airsoft) ورفض التخلي عنه ورميه رغم تحذيرات الشرطة؛ لكنه اندفع إليهم وبيده سكين وهو يصرخ الله أكبر. عُثر بحوزته على سكين صغير(7). ثم عُثر على سكين مطبخ مقاس 35 سم بالقرب من الضحية. كما وجدت الشرطة على هاتف أنزوروف نصًا يعلن فيه مسؤوليته عن القتل وصورة لجثة باتي.
كان الجاني يستخدم حسابًا على تويتر حيث لوحظ بالفعل أنه نشر فيه صورة مركبة تحتوي على قطع رأس، وقد أُبلغ عنها في وقت مبكر في 30 أغسطس على منصة فارو (Pharos) الفرنسية المتخصصة في الإبلاغ عن محتوى وسلوك الإنترنت غير القانونيين عبر الإنترنت. بالإضافة إلى ذلك، كان عبد الله أنزوروف على علم بمقاطع الفيديو التي أنتجها سابقًا والد الطالبة والواعظ ونقلها على الشبكات الاجتماعية. أخيرًا، استمر الجاني بالإدعاء على حسابه في تويتر أن القتل كان باسم محمد ونشر صورة رأس الضحية(8). وكانت الرسالة موجهة إلى «ماكرون زعيم الكفرة» قبل أن يتابع: «لقد أعدمت أحد كلاب الجحيم خاصتك والذي تجرأ على التقليل من شأن محمد، فقم بتهدئة الآخرين قبل أن نصيبك بعقوبة شديدة ...»

## ردود الفعل

### ردود الفعل الفرنسية
أثارت العملية ردود فعل على المستوى الحكومي والمجتمعي في فرنسا.
وصل الرئيس إيمانويل ماكرون لمكان الحادث ووصفه بأنه «هجوم إرهابي إسلاموي»، وأشار إلى أن «الظلامية لن تنتصر».
وصف وزير التربية الوطنية الفرنسي الحادث بأنه اعتداء على الجمهورية الفرنسية بأكملها.
في 16 أكتوبر، وبعد الحادثة أعلنت الحكومة الفرنسية عن مستجدات لإثراء بنود مشروع قانون مكافحة الانفصالية، مع استئناف محتمل لأهداف مشروع قانون آفيا للنائبة ليتيسيا آفيا الخاص بمعاقبة المحتوى المحرض على الكراهية على الإنترنت والذي يخضع للرقابة من قبل المجلس الدستوري.
في 18 أكتوبرأي بعد يومين من الجريمة، أمر مجلس الدفاع بترحيل 231 مواطناً أجنبياً كانوا معروفين لأجهزة الأمن في سجل بطاقية أس. من بينهم 180 كانوا في السجن وقد كان من المقرر اعتقال البقية.
في 19 أكتوبر، أمر وزير الداخلية الفرنسي جيرالد دارمانين بإغلاق المسجد الكبير في بانتان لمدة ستة أشهر، حيث أن المسجد قد نقل على صفحته على فيسبوك مقطع فيديو يتهم صامويل باتي بنشر صور مسيئة لمحمد وذلك قبل أسبوع من قطع رأس المعلم.
في 23 أكتوبر، أرسل المجلس الفرنسي للديانة الإسلامية نصًا إلى أئمة فرنسا لاستخدامه، بكل حرية، مصدرًا ملهمًا لخطبة الجمعة وذلك ردًا على الهجوم. وأشار المركز إلى أن «الاغتيال الرهيب ... يذكرنا بالآفات التي تميز للأسف واقعنا: إنه تفشي التطرف والعنف والإرهاب في بلدنا بدعوى الإسلام، مما أدى إلى سقوط ضحايا من جميع الأعمار وكل الظروف والمعتقدات». وتابع المؤلف: «لا!، نحن ، المسلمون لسنا مضطهدين في فرنسا»، وأيضًا «نحن في بعض الأحيان أهداف لأعمال معادية للمسلمين» لكن «يقع آخرون أيضًا ضحايا لأعمال عدائية. وفي مواجهة هذه الاستفزازات ، يجب أن نظل وقورين وهادئين ومتبصرين.».

### ردود الفعل الدولية
ندد ميغيل موراتينوس، الممثل السامي لتحالف الحضارات التابع للأمم المتحدة بالجريمة. وقدمت الخارجية المصرية تعازيها لأسرة باتي واستنكرت جريمة القتل. كما صرح الشيخ محمد بن عبد الكريم العيسى، الأمين العام لرابطة العالم الإسلامي، إن «ممارسات العنف والإرهاب مجرمة في كل الشرائع السماوية». وأعربت الخارجية السعودية عن تضامنها مع الشعب الفرنسي. في حين أكدت الخارجية القطرية على «رفضها للعنف والإرهاب مهما كانت الأسباب» ومعقبةً على «ضرورة التضامن العالمي من أجل احترام الأديان ومكافحة الكراهية».
في 18 أكتوبر، ندد رمضان قديروف، رئيس جمهورية الشيشان، بالهجوم قائلاً «ندين هذا العمل الإرهابي ونقدم التعازي لأسرة الضحية»، وحذر أيضًا من الإساءة إلى المسلمين أو إهانتهم.
في 20 أكتوبر، عبّر شيخ الأزهر الإمام أحمد الطيب عن الحادث في خطاب له أمام مجموعة من كبار رجال ديانات مختلفة في روما بـ«أن الإساءة للأديان والنيل من رموزها المقدّسة تحت شعار حرية التعبير ، ازدواجية فكرية ودعوة صريحة للكراهية» واعتبر الاعتداء بأنه «فعل إرهابي أثيم» منددًا به بالجاني مصرحًا «ليس هذا الإرهابي وأمثاله من يعبرون عن دين محمد». وفي نفس السياق اعتبر البابا فرنسيس في خطابه حول السلام يوم 20 أكتوبر 2020 أن «الأديان هي في خدمة السلام وليست متفرجا جامدا على الشر والحرب والكراهية»، مُبديًا أسفه للأعمال «الإرهابية والمتطرّفة التي ترتكب أحيانا باسم الدين».
في 24 أكتوبر، هاجم الرئيس التركي رجب طيب أردوغان الرئيس الفرنسي إيمانويل ماكرون في كلمة له خلال مؤتمر لحزب العدالة والتنمية الحاكم وسط البلاد واصفًا «ماكرون يحتاج إلى علاج نفساني ولا أعرف مشكلته مع الإسلام». وفرنسا تستدعي سفيرها لدى تركيا بعد تصريحات أردوغان «غير المقبولة» بحق ماكرون و«غياب رسائل التعزية والمساندة من الرئيس التركي عقب اغتيال صامويل باتي»، في 24 أكتوبر، أكدت الخارجية التركية أن سفير بلادها في فرنسا قدّم تعازيه عقب اغتيال المدرس صامويل باتي.
في 24 أكتوبر، اتهم رئيس الوزراء الباكستاني عمران خان الرئيس الفرنسي إيمانويل ماكرون بـ«مهاجمة الإسلام» ردًا على تصريحات ماكرون عقب اغتيال المدرس صامويل.
عمت مظاهرات منددة بتصريحات الرئيس الفرنسي والتي اعتبرت مسيئة للإسلام على خلفية مقتل المدرس صامويل باتي عدد من الدول العربية وبدأت حملات مقاطعة للمنتجات الفرنسية في العديد من هذه الدول، حيث نشرت صور عديدة لأرفف فارغة كانت تحمل هذه المنتجات. في صبيحة ال25 أكتوبر كتب ماكون تغريدة باللغة العرببة مصرحًا «ما من شيء يجعلنا نتراجع أبدا».
في 25 أكتوبر، أصدرت الخارجية المغربية بيانًا تدين فيه بشدة الإمعان في نشر الرسوم الكاريكاتورية المسيئة للإسلام وللنبي محمد وجاء فيه «بقدر ما تدين المملكة المغربية كل أعمال العنف الظلامية والهمجية التي تُرتكب باسم الإسلام، فإنها تشجب هذه الاستفزازات المسيئة لقدسية الدين الإسلامي».
في 26 أكتوبر، ندد المجلس الإسلامي الأعلى بالجزائر بما سماه «حملة مسعورة على النبي محمد والإسلام» في بيان هو أول رد فعل رسمي بعد تصريحات الرئيس الفرنسي إيمانويل ماكرون بشأن الرسوم الكاريكاتورية للنبي.
في 27 أكتوبر، صرحت رافينا شمدساني، المتحدثة باسم مكتب حقوق الإنسان التابع للأمم المتحدة في جنيف: «إن مفوضة الأمم المتحدة السامية لحقوق الإنسان ميشيل باشيليت تدين تماما قتل المدرس في فرنسا».

### المسيرات والاحتجاجات العامة
ظهر على منصات التواصل الاجتماعي وسم #Je Suis Prof و #Je Suis Enseignant وكلاهما يعني «أنا معلم»، تعبيرًا عن التضامن مع الضحية ودعماً لحرية التعبير. في 18 أكتوبر، تظاهر آلاف الفرنسيين في مدن عدة تكريمًا للمدرس القتيل، بدعوة من صحيفة تشارلي إبدو ونقابة المعلمين الفرنسية. وقررت الرئاسة الفرنسية تخصيص يوم الأربعاء بعد الحادثة ليكون يومًا وطنيًّا لتكريم ذكرى المعلم الضحية، ولتقام مراسم التكريم في جامعة السوربون. وأعلن عن منح صامويل باتي وسام جوقة الشرف، الذي يعد أعلى وسام فرنسي.
في ألمانيا المجاورة، أقيمت الاحتفالات بالذكرى عند بوابة براندنبورغ في برلين.
انضم سياسيون وأكاديميون ومبعوثون إلى المظاهرات في جميع أنحاء فرنسا. وحسب وزارة الداخلية الفرنسية، تجمع حوالي 1.5 مليون في باريس. في ليون انضم حوالي 12 000 شخصإلى المظاهرات، وفي تولوز حوالي 5 000 شخص وتجمع المئات في نيس.

## التبعات القضائية
اعتقلت الشرطة 16 شخصًا للتحقيق معهم. وكان من بينهم جدي أنزوروف، ووالديه، وشقيقه البالغ من العمر 17 عامًا. كما القي القبض على عبد الحكيم الصفريوي، إبراهيم شنينة، والد فتاة في فصل باتي، المشتبه بإصداره فتوى بحق باتي وأربعة طلاب يشتبه في أنهم أخذوا نقودًا من القاتل مقابل التعرف على المعلم.
وجهت النيابة العامة الفرنسية لمكافحة الإرهاب ليلة 21-22 أكتوبر تهمة «التآمر في ارتكاب جريمة قتل إرهابية» في قضية مقتل المدرس ذبحًا إلى سبعة أشخاص وهم: والد التلميذة الذي نشر فيديو دعا فيه إلى الانتقام من مدرس ابنته، والداعية عبد الحكيم الصفريوي وصديقين للقاتل، والتلميذان البالغان من العمر 14 و15 عاماً المشتبه فيهما بأنهما قبضا مبلغا ماليا من القاتل لإرشاده إلى الضحية، وبتهمة «تشكيل عصابة أشرار إرهابية بهدف ارتكاب جرائم بحق أشخاص» لصديق ثالث للقاتل يدعى يوسف س.
أدانت محكمة فرنسية طالبة مسلمة تبلغ 19 عاما لتعليقها على منشور بفيسبوك باستحقاق صامويل للموت بالسجن لأربعة أشهر مع وقف التنفيذ وخضوعها لدورة مواطنة مدتها ستة أشهر غير النافذ. ووجهت السلطات تهمتي الاعتداء والإهانات العنصرية لامرأتين طعنتا مسلمتين قرب برج إيفل وحاولتا نزع حجابيهما في 20 أكتوبر.
في 23 أكتوبر، اعتقلت قوات الأمن الفرنسية 27 شخصاً يشتبه في نشرهم محتوى غير قانوني على شبكة الإنترنت في أعقاب عملية قتل المعلم.
في 25 أكتوبر، اتهمت السلطات الفرنسية شابًا يبلغ من العمر 22 عامًا، من أصول شيشانية، بـ «تمجيد الإرهاب» لوضعه «إعجابًا» على صورة جثة المدرس صامويل.

## الهوامش
- 1: تعرضت أعمال فيلسوف التنوير هذا لقدر كبير من الرقابة، خاصة الدينية أو السياسية.
- 2: لم يُحدد الوقت الذي تُقدم فيه الرسوم الكاريكاتورية أو الرسوم التوضيحية الأخرى للطلاب في المقالة.
- 3: غادرت أختها الجهادية غير الشقيقة إلى سوريا منذ 2014 [121] وقد شجب الأب هذا الفعل بنفسه[122]
- 4: ذاكرًا المدرسة والمفتشية الأكاديمية ووزارة التربية الوطنية ورئاسة الجمهورية
- 5: رغم أنها لم تحضر
- 6: حيث يعيش في نورماندي
- 7: والذي لا يبدو أنه سلاح الجريمة
- 8: حُذف الحساب والتغريدات [23][57]